# アルバニア鉄道

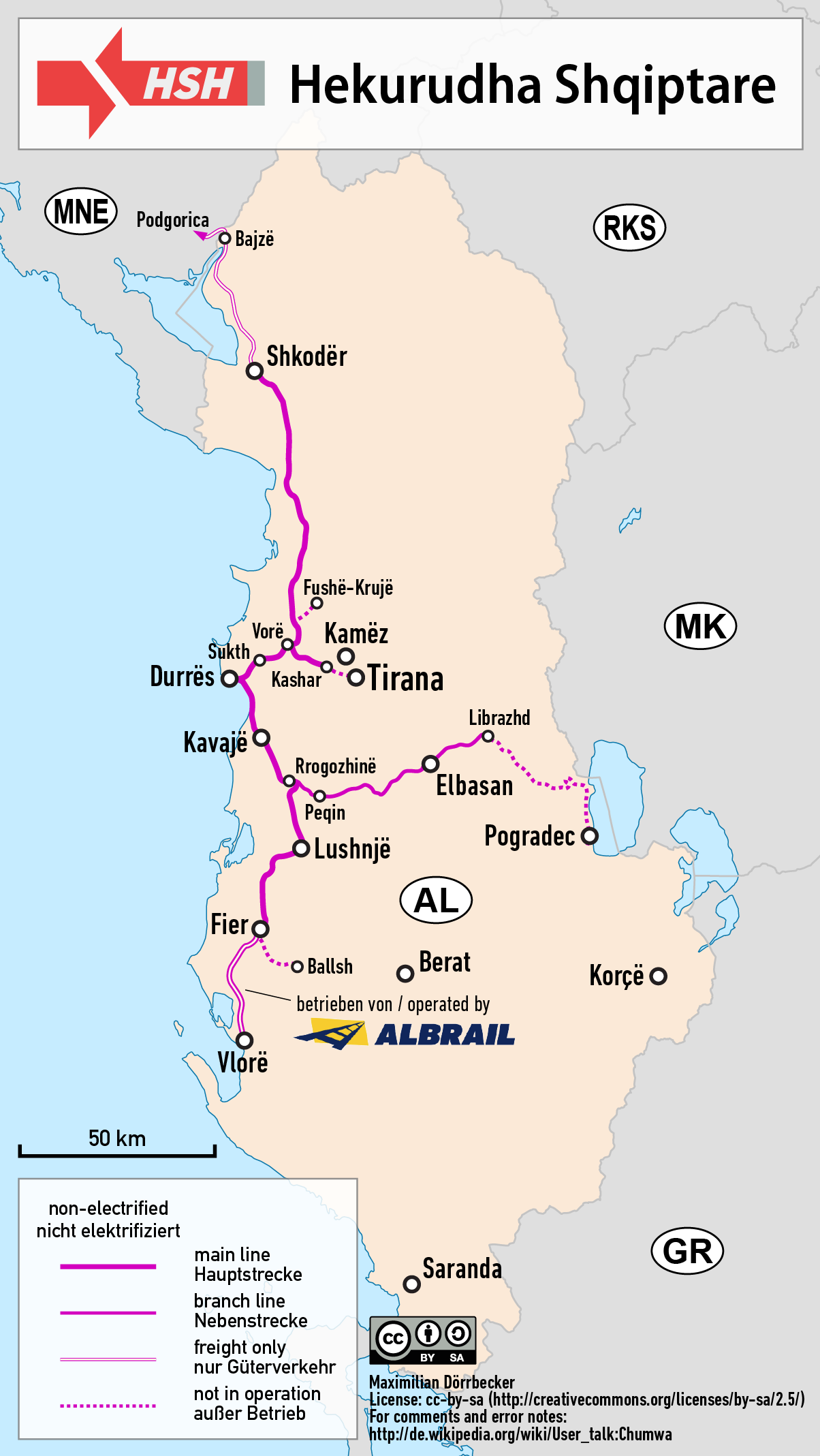

アルバニア鉄道（アルバニア語: Hekurudha Shqiptare）はアルバニアの国営鉄道事業者で、アルバニア国内の鉄道網の運営管理を行っている。
路線網のメインとなるターミナルは港湾都市ドゥラスである。アルバニア鉄道の路線網は東はポグラデツ、南はヴィオル、北はシュコドラに達している。また、首都ティラナへの支線もある。1980年代に路線はシュコドラを越えてアルバニアの国境の町ハーニ・ホーティットを経由してモンテネグロとつながった。しかし、この路線は貨物のみの運用であった。近隣国のマケドニアやギリシャとの鉄道の接続は現在無い。
アルバニアの鉄道は非電化でチェコスロバキア製のT-669形ディーゼル機関車が使われている。基本的に全線単線で、多くの交換駅が設定されている。ドイツ鉄道やトレニタリア、オーストリア鉄道、ポーランド国鉄など他の欧州諸国の事業者から導入した中古車両が利用されている。車両は投石や落書きなどのヴァンダリズムにより車体内外は荒廃している。また、レールが鉄のスクラップとして盗まれたりするためフルスケジュールで運行されていない路線も多くある。
2013年より、ドゥラス-ティラナ間の改修プロジェクトが進められている。このプロジェクトでは、既存路線の改修のほか、ティラナ新大通りの用地確保に伴うティラナ駅の移転、ティラナ国際空港への4.7kmにわたる新線建設が予定されている。プロジェクト終了まで、カシャル-ティラナ間は運休となっている。
2023年現在、燃料の問題により慢性的に鉄道が運休している。2023年は、ドゥラス-エルバサン間とシュコダル-ラック間において列車が運行されることもあったが、10月現在はいずれも運休となっている。